# Achilleas Paraschos

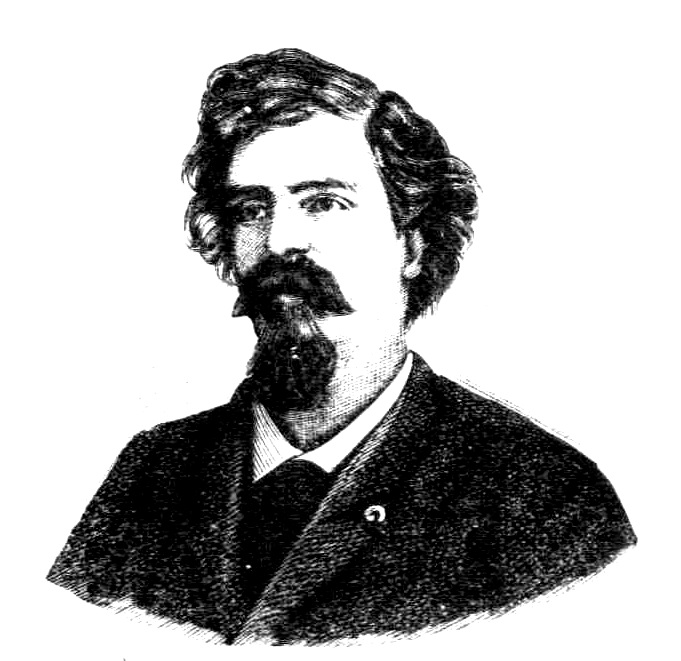
Achilleas Paraschos.

Achilleas Paraschos ( grekiska: Αχιλλέας Παράσχος), född 1838 i Nauplia, död den 26 januari 1895 i Aten, var en grekisk skald.
Paraschos gjorde sig känd och älskad genom sina patriotiska dikter, bland annat över resningen 1821, Kanaris död, 
upproret på Kreta under 1860-talet, en elegi över kung Otto med mera. I Nordisk familjebok heter det: "Hans stil söker upptaga folkspråkets uttryckssätt och formsystem, men han nådde ej harmoni: han vacklar mellan främmande förebilder och nationell egenart och speglar en poetisk och politisk övergångstid".